# The Elephant 6 Recording Company
The Elephant 6 Recording Company, kortweg Elephant 6 of E6 is een Amerikaans muzikaal collectief en voormalig platenlabel dat teruggrijpt op de psychedelische muziek van de jaren 60. De indierockgroepen The Apples in Stereo, Neutral Milk Hotel en The Olivia Tremor Control lagen aan de basis van het collectief, dat sindsdien meer dan vijftig acts telt, van San Francisco tot Brooklyn.

## Geschiedenis
De fundamenten van Elephant 6 werden eind jaren 80 gelegd door de jeugdvrienden Robert Schneider, Bill Doss, Will Cullen Hart en Jeff Mangum uit het landelijke stadje Ruston te Louisiana. In hun jeugdjaren namen ze thuis experimentele cassettes op, geïnspireerd door groepen als The Minutemen, Pussy Galore, Pink Floyd, Sonic Youth, Soft Machine, Black Sabbath en The Beach Boys.
Elephant 6 werd begin jaren 90 opgericht te Denver, de nieuwe woonplaats van Schneider, terwijl de andere drie kernleden zich te Athens vestigden. Hieruit ontstonden de groepen The Apples in Stereo (Schneider), Neutral Milk Hotel (Mangum) en The Olivia Tremor Control (Doss en Hart). De eerste plaat onder het Elephant 6 label was de EP Tidal wave van The Apples in Stereo uit 1993. Schneider wilde zich met "pure", non-commerciële muziek verzetten tegen de gepolijste popmuziek van de jaren 80.
Eind jaren 90 viel de kern van het collectief uit elkaar toen Mangum zich terugtrok uit het openbare leven, Schneider een pijnlijke echtscheiding onderging en Hart werd gediagnosticeerd met multiple sclerose. Na Cul-de-sacs and dead ends van The Minders uit 1999 werden er geen albums meer onder het label uitgegeven, en in 2002 werd het collectief tijdelijk opgeheven. In 2006 gaven The Apples in Stereo op hun album New magnetic wonder aan het collectief nieuw leven in te willen blazen en twee jaar later werd een reünietournee afgetrapt.
Oprichter Bill Doss overleed in 2012.

## Groepen
- The Apples in Stereo
- Neutral Milk Hotel
- The Olivia Tremor Control
- Beulah
- The Minders
- Circulatory System
- Dressy Bessy
- The Music Tapes
- Elf Power
- The Essex Green
- of Montreal
- The Sunshine Fix
- Ulysses
- The Gerbils
- Major Organ and the Adding Machine